# Spider & Mouse
Spider & Mouse (галерея современного искусства «Спайдермаус») — независимое некоммерческое арт-пространство, основанное художниками. «Спайдермаус», в отличие от обычной галереи, является не только местом демонстрации работ, но и местом их создания, точкой пересечения визуальных и литературных явлений, местом встречи региональных и интернациональных авторов и возникновения длительных развивающихся проектов.
Основные жанры: видео-арт, видео-перформанс, инсталляция, акция и перформанс, концептуальные фото-проекты, экспериментальная книга, лэнд-арт.

## История
Галерея была создана в 1994 году Игорем Иогансоном (Spider), Борисом Иогансоном, Мариной Перчихиной (Mouse), которая была арт-директором галереи с момента основания и до 2014 года, и Игорем Даниловым (1948 – 1994)  в мастерской Игоря Иогансона в подвале дома на Ленинградском проспекте.
Галерея открылась 20 марта 1994 года проектом «Хроника Новых Земляных работ» (фото – Игорь Данилов, инсталляция – Марина Перчихина), одновременно была открыта постоянная экспозиция скульптуры  Игоря Иогансона и фото Игоря Данилова «В Отсутствии Хроноса».
Начиная с 1995 года, галерея активно работает с молодыми  художниками. Первыми, из дебютировавших на площадке Спайдермаус,  были художники группы «Запасный выход» (школа Юрия Соболева, базирующаяся в Царском Селе). В течение трех лет галерея постоянно работала с этой группой, совмещая презентации работ молодых художников с образовательной программой. В 1998 – 2000 художники этой группы показали серию индивидуальных длительных выставочных проектов.
С 1997 года постоянными участниками жизни галереи стали также молодые художники и искусствоведы из Екатеринбурга  и Ижевска, с 1999 – представители Нижнего Новгорода и Новгорода Великого и Пензы, работающие как в области визуальных инсталляционных  проектов, так и в жанрах букарта и экспериментальной книги.
В мае – июне 1997 года в галерее проходила акция длительностью 41 день в которой приняли участие 42 московских художника, представлявших различные поколения и направления московской художественной сцены.
За 20 лет работы галереей собран огромный видео архив, смонтированы десятки видео каталогов акций, инсталляций и перформансов, издано множество буклетов и каталогов проектов.
Галерея активно участвует в фестивалях, форумах, ярмарках, выставках, осуществляемых на других площадках в Москве, Санкт-Петербурге, Ижевске, Екатеринбурге, Челябинске, других регионах России и за рубежом. Параллельно с длительными визуальными проектами и выставками на площадке Спайдермаус постоянно проходят музыкальные, театральные, и литературные вечера и презентации.
За сезоны 1995 – 1996 г.г. более 20 представлений выдержал экспериментальный анимационный спектакль «Кавариме». Режиссер Виктор Новацкий, скульптуры Куми Сасаки, на музыку Владимира Тарасова «Атто – 1». Первые исполнительницы Марина Бауэр и Ольга Сидоренко, затем Роза Гимаддинова и Наталья Суровенкова. 
В 1999 году в галерее была проведена презентация изданной в «Красном матросе» книги Максима Белозора «Волшебная страна».
К 15-летнему юбилею своей работы галерея «Spider & Mouse» подготовила виртуальную выставку Григория Кацнельсона.
В 2013 – 2014 галерея стала участником масштабного выставочного проекта «Реконструкция. 1990 – 2000», осуществленного фондом культуры «Екатерина», ЦСИ «Гараж» и XL Галереей.

## Круг художников галереи
- Нил Бахуров, Армен Бугаян, Адольф Гольдман, Наталья Зубович, Константин Звездочетов, Иогансон, Игорь Андреевич, Григорий Кацнельсон, Алексей Колмыков, Тимофей Костин, Куми Сасаки (Япония), Галина Леденцова, Михаил Лёзин, Георгий Литичевский, Евгения Логинова, Лиза Морозова, Денис Мустафин, Сергей Никокошев, Виктор Новацкий, Татьяна Подвигина, Мария Пожарицкая, Марина Перчихина, Алексей Плуцер-Сарно , Андрей Суздалев, Евгений Стрелков, Леонид Тишков, группа ТОТАРТ (Наталья Абалакова, Анатолий Жигалов), группа ZxZ (Наринэ Золян, Арутюр Зулумян), Эсс, Роман

## Избранные выставки
- 2011 – «Поколение художников, пожелавшее остаться неизвестным»[15][16][17][18].
- 2000 – «Мертвецы города Пензы». Анна и Михаил Разуваевы[19]
- 2000 – «Дирижабль» (Нижний Новгород) & «Луна-Нера» (Великобритания) «Пойма времени», ландшафтный фестиваль
- 2000 – Владимир Быстров «Чайный домик», мультимедийный проект[5]
- 2000 – Галина Леденцова. «Сны о снах», интерактивная видеоинсталляция[6]
- 2000 – Татьяна Подвигина. «Подводное плавание», видеоинсталляция[6]
- 1999 – «Спящие во гробах». Владимир Анзельм, Александр Сигутин.[14]
- 1999 – «Последнее поколение» (совм. с ИПСИ, ЦСИ Сороса).[20]
- 1996 – «Прилежание». Константин Звездочётов, Георгий Литичевский
- 1997 – «Реконструкция последнего проекта художника Андрея Благова». Марина Перчихина, Куми Сасаки и 41 московский художник. Акция в 122 частях, общая продолжительность 41 день.
- 1997 – Куми Сасаки «Документация Акции Реконструкции», фотовыставка[21]
- 1998 – Георгий Литичевский. «Герой нашего времени», видеоинсталляция[22][23]
- 1998 – Тимофей Костин «ВреМя» перформанс, видеоинсталляция. Перформанс длился 15 дней, с 6 мая по 21 мая 1998 года
- 1998 – Галина Леденцова «Радиотеатр», видеоинсталляция[7][8]
- 1998 – Избранное видео: группа ТОТАРТ, группа ZxZ, Г. Леденцова, Игорь Иогансон, Тимофей Костин, Сергей Никокошев, Н. Зубович, Куми Сасаки. Видеоредакция М. Перчихина. III Международная художественная ярмарка Арт-Москва’98, каталог[24][25][26]
- 1996 – «Из Книги Перемен», графическая инсталляция (совм. с Арменом Бугаяном)[14]
- 1996 – Мастер-класс Юрия Соболева «Запасной выход»[3]
- 1994 – «Музей Неизвестного Художника. Железная коллекция», инсталляция.
- 1994 – «Угол. Отражения Хроноса. Первое осязание пространства». Фото Игоря Данилова, скульптура Игоря Иогансона
- 1994 – «Хроника новых земляных работ», фото-инсталляция. Игорь Данилов, Марина Перчихина